# Muzyka antyczna
Muzyka antyczna – termin obejmujący kulturę muzyczną wytworzoną w starożytności na terenach Mezopotamii, Egiptu, Palestyny, Indii, Chin, Japonii, Grecji i Cesarstwa rzymskiego. Stanowi element kultury antycznej. 
Rozróżniano muzykę ceremonialną (także religijną) i ludową. Już wtedy zaczęły powstawać systemy i teorie muzyczne. Najwcześniej analogię między muzyką a matematyką odkryto w Mezopotamii, Asyrii i Chinach, później w Grecji. W Japonii muzyka stała się jednym z elementów sztuki synkretycznej obok ruchu i tańca, a później teatru. 
Powstał „paralelizm” – rozpoczynanie melodii od innego dźwięku.
Poprzez widowiska Rzymianie rozwinęli muzykę wojskową i obrzędową.